# Trarza
Le Trarza (en arabe : ولاية الترارزة) est une région du Sud-Ouest de la Mauritanie, l'une des treize wilayas que comporte le pays ; connues par ces villes historiques comme la ville de Boutilimit.
Sa capitale est Rosso et les autres villes significatives sont Mederdra et Boutilimit.

## Géographie

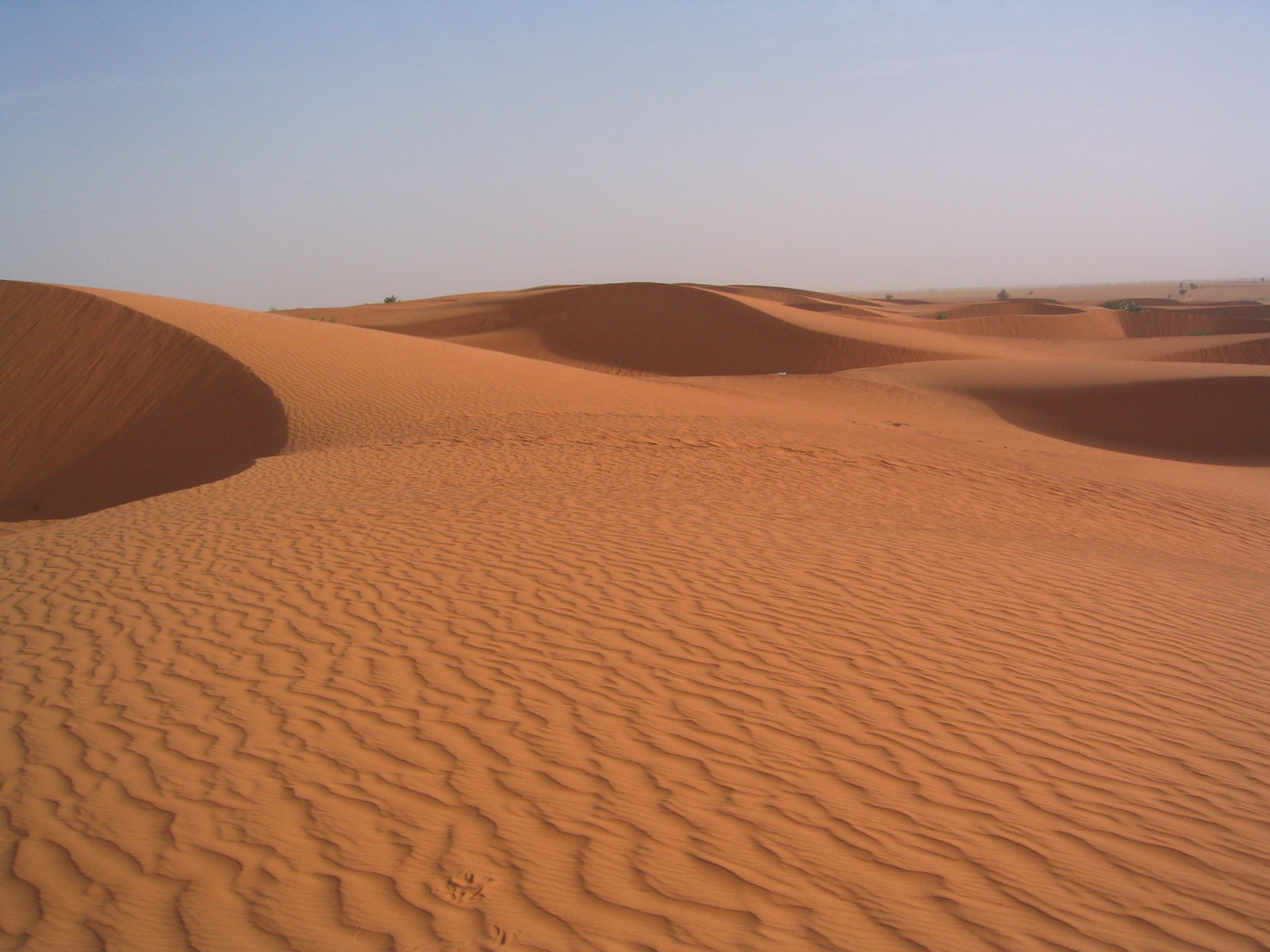
Les dunes d'Ajouir.

Ses régions limitrophes sont l'Inchiri et l'Adrar au Nord et le Brakna à l'Est. Au Sud se trouve la frontière avec le Sénégal, à l'Ouest l'Océan Atlantique. La capitale Nouakchott s'y trouve enclavée.
Sa superficie est de 67 800 km², sa population était estimée à 206 800 habitants en 1996, elle était de 268 220 habitants lors du recensement de 2000. La densité est de 3,96 hab./km².

## Histoire
La wilaya du Trarza est la première wilaya de toute la Mauritanie qui a refusé la colonisation française du territoire Mauritanie. ceci s'est traduit par la forte résistance des habitants du Trarza envers la force colonisatrice.
Jusqu'à nos jours, la wilaya du Trarza reste la capitale de la culture et du savoir de la Mauritanie. Le premier président de la Mauritanie surnommé par les Mauritaniens Père fondateur est un fils du Trarza, né dans la ville de Boutilimit.

## Organisation territoriale

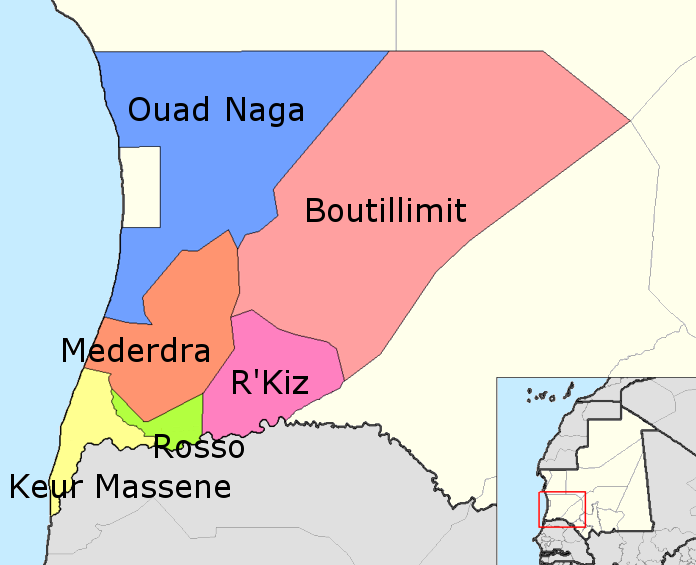
Les 6 départements du Trarza et le district de Nouakchott.

Le Trarza est divisé en six départements (moughataas) :
- Département de Boutilimit, composé des communes de :
  - Ajouir, Boutilimit, Elb Adress, El Moyesser, Nebaghiya, N'Teichet, Tenghadi
- Département de Keur Macène, composé des communes de :
  - Keur Macène, M'Balel, Ndiago
- Département de Mederdra, composé des communes de :
  - Bei Taouress, El Khat, Mederdra, Taguilalet, Tiguent El Jedid
- Département d'Ouad Naga, composé des communes de :
  - Aouleigatt, El Ariye, Ouad Naga
- Département de R'Kiz, composé des communes de :
  - Boutalhaye, Bareina, Lexeiba 2, R'Kiz, Tékane
- Département de Rosso, composé des communes de :
  - Jedr El Moubghuen, Rosso

## Climat et végétation
Le Trarza est soumis intégralement à un climat désertique chaud (Classification de Köppen BWh) avec cependant des nuances : près de 70 % de la superficie du territoire possède un climat saharien typique alors que les 30 % restants détiennent un climat saharo-sahélien, car situés dans la zone de transition progressive entre le Sahara (espace désertique) et le Sahel (espace semi-désertique ou semi-aride) où règne alors un climat semi-aride chaud (Classification de Köppen BSh)
Dans les zones touchées par la désertification, la végétation ligneuse disparaît peu à peu.  Les espèces ayant le mieux résisté sont les euphorbes (Euphorbia balsamifera), les balanites (Balanites aegyptiaca) et les  asclépiadacées (Leptadenia pyrotechnica), ainsi que les tamaris (Tamarix senegalensis) sur la façade atlantique.

## Économie

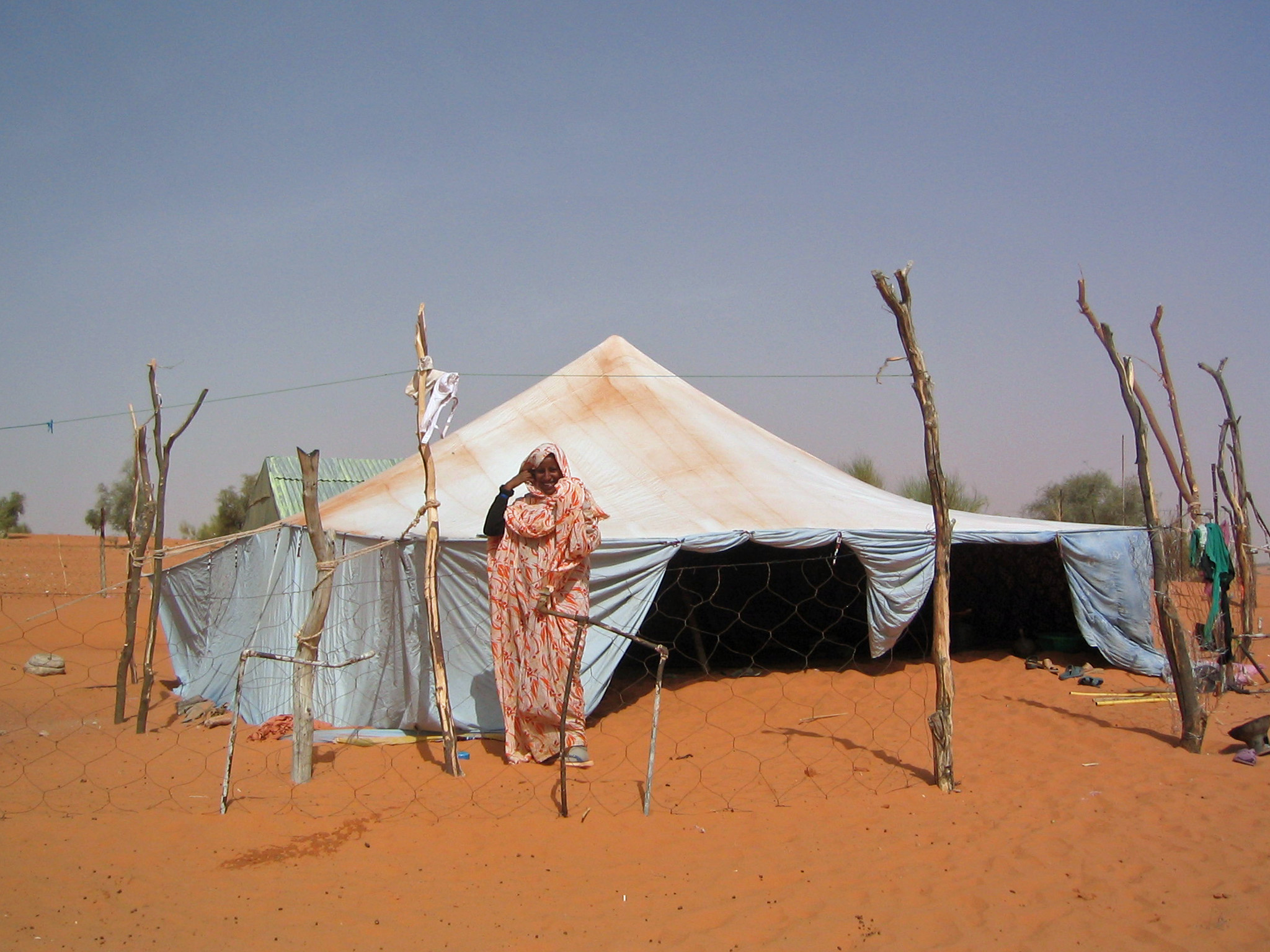
Jeune fille nomade devant la tente familiale à Ma'ta Moulana.

Les populations du Trarza vivent principalement du commerce, de l’agriculture, de la pêche et de l’élevage.

## Sport
- Football : ASC Trarza (Rosso)

basket : Rosso Basket Club(RBC)